# Gecse Dániel

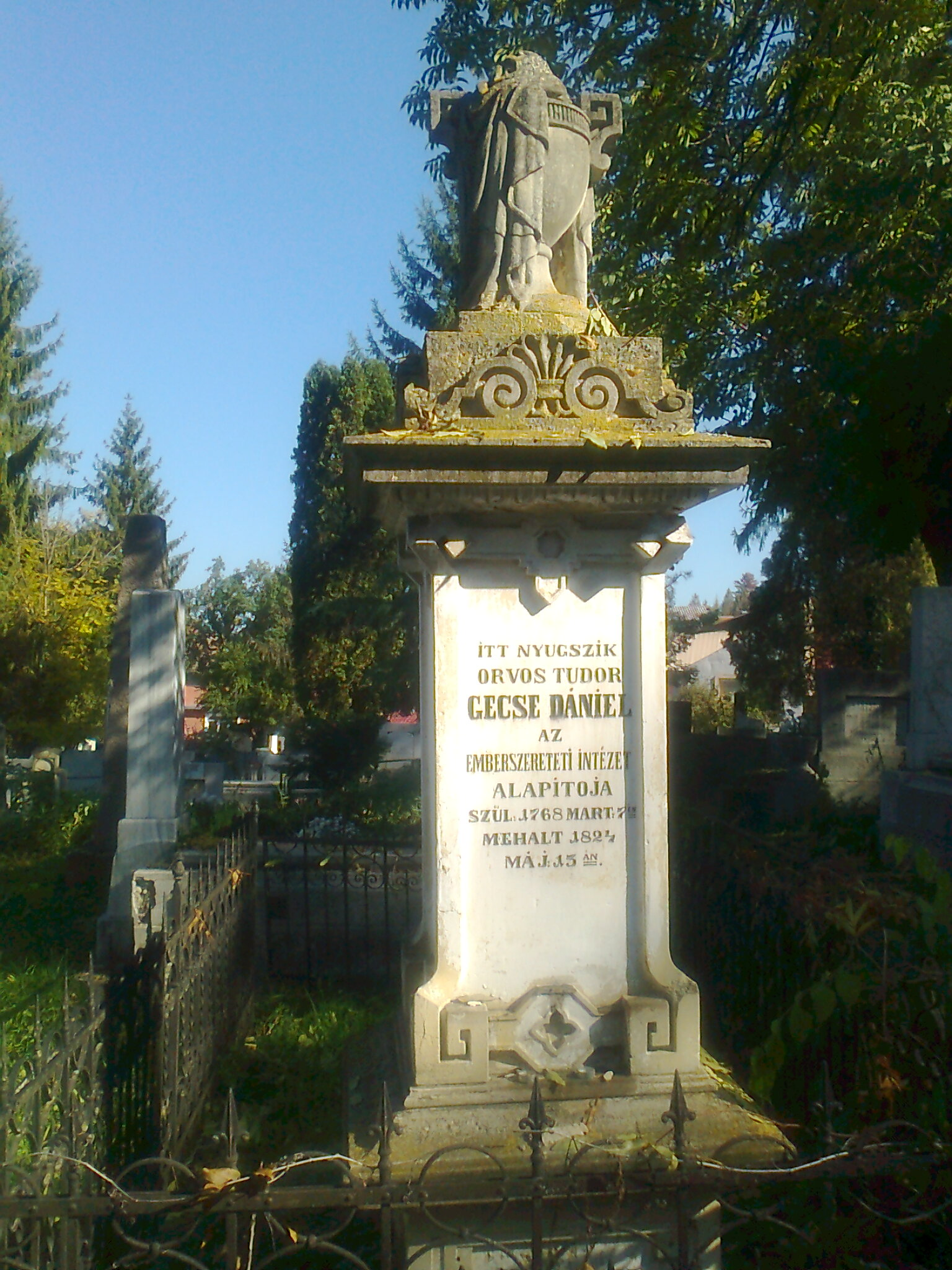
Gecse Dániel sírja a marosvásárhelyi református temetőben

Gecse Dániel (Cigányi, 1768. március 7. – 1824. május 23.) marosvásárhelyi orvos.

## Életpályája
Középiskolai tanulmányait a marosvásárhelyi evangélikus református főiskolában végezte. 1792 őszétől a pesti egyetemen orvostudományt tanult, 1798-ban szerzett orvosi oklevelet. Tapasztalatainak bővítésére 1800-ban Olaszországba utazott, ahol a francia háború alatt kórházakban dolgozott. Visszatérve Marosvásárhelyen telepedett le. 1807-ben a kormány Hunyad megyébe a kolera elfojtására küldte ki, 1809-ben a francia háború alkalmából a fölkelő sereghez táborkari főorvossá nevezte ki, 1813-ban a Havasalföldről beütött járvány elfojtására Brassóba s 1814-ben Fogarasba küldte.

## Alapítványa
Vagyonát az «emberszereteti intézet» nevű alapítványnak hagyta hátra. Az alapítványnak először 2000 forintot tett le a marosvásáhelyi református főiskola pénztárába, ehhez végrendeletében még 6000 forintot csatolt s anyja halála esetére egész vagyonát hagyományozta. Az alapítvány rendelése szerint a tőke terhére nem lehetett kifizetéseket teljesíteni 1920-ig, eddig a számítások szerint egymillió forintra kellett nőnie. Ekkor a vagyon egyik felét az erdélyi református egyházkerület igazgatótanácsa, a másik felét a magyar kormány kellett, hogy átvegye kezelésbe. Az éves kamat felét az egyház a marosvásárhelyi főiskolának, a kormány pedig Marosvásárhely városának kellett, hogy átadja, a többi kamatot jótékony és közhasznú célokra kellett fordítani.

## Külső hivatkozások
- életéről